# داء قلبي إقفاري
داء قلبي إقفاري أو مرض نقص تروية القلب (بالإنجليزية: Ischaemic heart disease)‏ هو مرض يتميز بنقص الأوكسجين (انخفاض إمدادات الدم) في عضلة القلب، عادة ما يرجع إلى داء شريان القلب التاجي (تصلب عصيدي للشرايين التاجية). يزيد من مخاطره التقدم بالسن، التدخين، فرط كوليسترول الدم (ارتفاع مستويات الكولسترول)، السكري، فرط ضغط الدم وهو أكثر شيوعا لدى الرجال والذين لديهم أقارب يعانون منه.
أعراض الداء القلبي الإقفاري تشمل الذبحة الصدرية (ميزتها ألم بالصدر عند بذل مجهود) وانخفاض القدرة على ممارسة التمارين الرياضية. الداء القلبي الإقفاري غير المستقر يظهر على شكل ألم في الصدر أو ذبحة صدرية سريعة التتفاقم.
يتم تشخيص الداء القلبي الإقفاري بواسطة مخطط القلب الكهربائي، تحليل الدم (واسمات القلب)، تمرين إجهاد القلب أو قسطرة قلبية. اعتمادا على الأعراض والمخاطر، يكون العلاج بالدواء، التدخل التاجي عن طريق الجلد (القسطرة) أو جراحة مجازة الشريان التاجي (CABG).
هو السبب الأكثر شيوعا للوفاة في معظم البلدان الغربية، والسبب الرئيسي لدخول المستشفيات. هناك أدلة محدودة للكشف عن السكان، ولكن الوقاية (مع اتباع نظام غذائي صحي وأحيانا دواء لمرض السكري، الكوليسترول وارتفاع ضغط الدم) تستخدم لمنع ظهور الداء القلبي الإقفاري والحد من خطر حدوث مضاعفات.
السيرة المرضية تميز بين مختلف الأسباب الممكنة لألم الصدر (مثل عسر الهضم، آلام العضلات الهيكلية والانصمام الرئوي). كجزء من تقييم العروض الثلاثة الرئيسية للداء القلبي الإقفاري، تتم معالجة عوامل الخطر.
هذه هي الأسباب الرئيسية للتصلب العصيدي: التقدم بالسن، جنس الذكور، فرط شحميات الدم (ارتفاع نسبة الكولسترول والدهون في الدم)، التدخين، فرط ضغط الدم (ارتفاع ضغط الدم)، السكري والتاريخ العائلي.

## تاريخ المرض
- في العصور القديمة:
  - أول وصف للمرض وجد على بردية إبيرس، وهو يجمع بين أعراض هذا المرض وأمراض المعدة.
  - أبقراط أول من وصف العوارض الدقيقة لهذا المرض. في تلك الأيام كانت تسمى أيضا ميدياتيو مورتيس (الاستعداد للموت).
- في العصر الحديث
  - في عام 1628 وصف ويليام هارفي الدورة الدموية للإنسان.
  - في عام 1761 وصف جيوفاني باتيستا مورغاني «تصلب الشرايين التاجية».
  - أول أعمال ويليام هيبيردينا حول أعراض الذبحة الصدرية تمت سنة 1772.
  - دمج أ. بيرنز في 1809 العلامات الأولى للمرض مع تلك الخاصة بتصلب الشرايين.
  - في عام 1867 توماس لودر برونتون في نشره في مجلة المشرط، لاحظ أن النترات تحرر من الألم التاجي.
  - في عام 1912 وصف جيمس هيريك مورفولوجية احتشاء عضلة القلب[6]، ومعاييره الكهربائية (ج. بوسفيلد).

في بولندا، وصفت لأول مرة الذبحة الصدرية عام 1812، عندما عرضت جامعة فيلنيوس عمل حول ذبحة أنجورا.
- خلال القرن العشرين اعتبر مرض الحضارة، مما أدى إلى تطوير البحث حول: المسببات، تصنيف، علاج المرض وتغيير نهج التعامل معه.

## المسببات

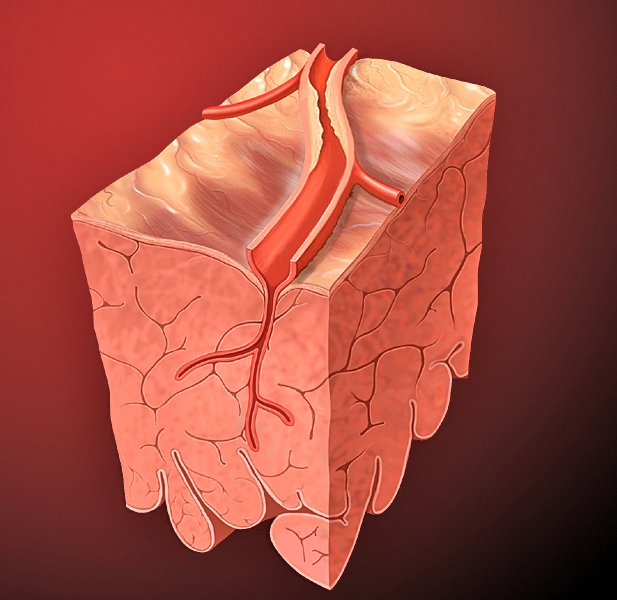
لوحة من العَصيدَة تعوق جزئياً الشريان التاجي.

السبب الأكثر شيوعا لإصابة الشرايين التاجية هو التصلب العصيدي (تصلب وزيادة سماكة جدران الشرايين) الذي يعمل على سد أو تصليب الشرايين وينجم عن ترسب المواد في الأوعية الدموية في شكل لويحات من العصيدة تصلب الشرايين وتقلل من تجويفها وذلك يضعف تدفق الدم مما يؤدي لاحتشاء الشرايين.
هاتين الحالتين (السد أو التصليب) تعيقان وصول الدم إلى خلايا القلب والذي يعتبر حساس جدا لذلك. وهكذا، فإن كمية الأوكسجين الواصلة إلى القلب تصبح غير كافية مما يؤدي إلى الداء القلبي الإقفاري.
تبين إحدى الدراسة أن المرضى الذين يعانون من تليف رئوي مجهول السبب هم أكثر عرضة لخطر متلازمة الشريان التاجي الحادة والخثار الوريدي العميق. إذاً هؤلاء المرضى يجب إعلامهم بوجود أمراض الأوعية الدموية.

## عوامل الخطر
حددت مونيكا بول في دراستها عوامل الخطر للداء القلبي الإقفاري:
- عوامل اجتماعية
  - مستوى التعليم
  - نوع العمالة (الموقف، نوع العمل والنشاط البدني في العمل وضغوط العمل ذات الصلة)
  - الدخل
  - الوضع العائلي
  - هيكل الأسرة
  - مستوى الدعم الاجتماعي والارتياح مع الاتصالات الاجتماعية
- العوامل السلوكية
  - شخصية من النوع أ
  - تدخين السجائر
  - تعاطي الكحول
  - أسلوب ونوع التغذية
  - مستوى النشاط البدني
  - اضطرابات النوم
- العوامل الجسدية للخطر
  - ارتفاع ضغط الدم
  - ارتفاع نسبة الكولسترول والدهون في الدم
  - السمنة في منطقة البطن
  - مرض السكري.

اعتبرت الجمعية البولندية للقلب أهم عوامل الخطر:
- نمط الحياة
  - تدخين السجائر
  - الغذاء الغني بالسعرات الحرارية والدهون الحيوانية
  - العوامل الفسيولوجية والبيوكيميائية
  - ارتفاع مستويات الكولسترول
  - ارتفاع مستويات الدهون الثلاثية
  - فرط سكر الدم أو السكري
  - زيادة مستويات الهموسيستين
  - زيادة مستويات عوامل التخثر مثل الفيبرينوجين.

يعتبر أسلوب حياة والعوامل البيوكيميائية عوامل يمكن تعديلها. العوامل التي ليست قابلة للتعديل هي:
- - العمر (أكثر من 45 سنة للرجال و 55 سنة للنساء)
  - سن اليأس المبكر
  - أمراض شرايين أخرى (الأطراف السفلية والدماغ) ضد تصلب الشرايين.

## تولد المرض
العملية الكامنة وراء معظم الأمراض القلبية الإقفارية هي تصلب الشرايين التاجية الناتجة عن الترسبات الغنية بالدهون على جدران الأوعية الدموية (لويحات).
- الذبحة الصدرية المستقرة تسببها عدم القدرة على تزويد عضلة القلب بكمية كافية من الدم في حالات زيادة الطلب على الأكسجين، مثل ممارسة الرياضة.
- الذبحة اللا مستقرة، STEMI و NSTEMI تنسب إلى «تمزق اللوحات»، ضعف أحد اللوحات يؤدي إلى تطور وتشكيل تجلط دموي متماسك إما يعيق تدفق الدم أو يؤدي إلى مزيد من تضيق لمعة الأوعية الدموية مما يتسبب في العرقلة هناك.

## الأعراض والعلامات
قد تكون موجودة مع أي من المشاكل التالية:
- الذبحة الصدرية (ألم بالصدر عند بذل مجهود، الطقس البارد أو الانفعالات العاطفية)
- ألم الصدر الحاد: المتلازمة التاجية الحادة سواء الذبحة اللا مستقرة أو احتشاء العضلة القلبية[8] («نوبة قلبية» الآم حادة في الصدر غير مرتبط ببقية مسببات الأضرار القلبية الحادة).
- قصور القلب (صعوبة في التنفس وتورم في الأطراف بسبب ضعف عضلة القلب).

السيرة المرضية تميز بين مختلف الأسباب الممكنة لألم الصدر (مثل عسر الهضم، آلام العضلات الهيكلية والانصمام الرئوي). كجزء من تقييم العروض الثلاثة الرئيسية للداء القلبي الإقفاري، تتم معالجة عوامل الخطر.
هذه هي الأسباب الرئيسية للتصلب العصيدي: التقدم بالسن، جنس الذكور، فرط شحميات الدم (ارتفاع نسبة الكولسترول والدهون في الدم)، التدخين، فرط ضغط الدم (ارتفاع ضغط الدم)، السكري والتاريخ العائلي.

## التشخيص
تشخيص الأمراض القلبية الإقفارية يكمن وراء الأعراض خاص على طبيعتها. التحقيق الأول هو رسم القلب (ECG/EKG)، سواء بالنسبة للذبحة «المستقرة» أو المتلازمة التاجية الحادة. قد يتم بواسطة تصوير الصدر بالأشعة السينية أو اختبارات الدم.
اقترحت الميلوبيروكسيداز للاستخدام كواسم بيولوجي.

### الذبحة الصدرية المستقرة
في الذبحة الصدرية المستقرة يحدث ألم في الصدر مع سمات نموذجية في أماكن يمكن التنبؤ بها عند بذل مجهود، يمكن استخدام أشكال مختلفة من اختبارات إجهاد القلب للحث على الظواهر والكشف عن التغيرات عن طريق مخطط القلب الكهربائي، تخطيط صدى القلب (باستخدام الموجات فوق الصوتية للقلب) أو التَصْويرٌ الوَمَضانِيّ (باستخدام امتصاص النظائر المشعة من قبل عضلة القلب). إذا كان جزء من القلب يبدو حصوله على إمدادات الدم غير كافي، يمكن استخدام قثطرة القلب للتعرف على تضيق الشرايين التاجية ومدى صلاحيتها للقسطرة أو جراحة مجازة الشريان التاجي.

### ألم الصدر الحاد
يتم عادةً تشخيص المتلازمة التاجية الحادة في قسم الطوارئ، حيث يمكن إجراء رسم القلب لتحديد تسلسل «تطور التغييرات» (يشير إلى الضرر المستمر لعضلة القلب). يكون التشخيص واضح إذا أظهر رسم القلب ارتفاع الجزء ST، الذي في سياق آلام الصدر الحادة والنموذجية يدل بقوة على احتشاء عضل القلب الحاد وهذا يسمى (STEMI). يعامل كحالة طارئة إما بتصوير الأوعية التاجية والتدخل التاجي عن طريق الجلد (قسطرة مع أو بدون إدخال الدعامة) أو بواسطة الأدوية الحالة للخثارة.
في غياب ارتفاع الجزء ST، الكشف عن تلف القلب يتم بواسطة واسمات القلب (اختبارات الدم التي تظهر تلف عضلة القلب). إذا كان هناك دليل على الضرر (الاحتشاء) يعزى هذا الألم في الصدر إلى «احتشاء عضل القلب مع عدم ارتفاع الجزء ST» اختصاراً (NSTEMI).
إذا لم يكن هناك أي دليل على الضرر، يستخدم مصطلح «الذبحة الصدرية غير المستقرة». هذه الحالة تتطلب عادة دخول المستشفى، والمراقبة عن كثب في وحدة العناية التاجية لأي مضاعفات محتملة. (مثل اضطراب النظم—وجود خلل في معدل ضربات القلب).
اعتمادا على تقييم المخاطر، اختبار الإجهاد أو تصوير الأوعية يمكن تحديد وعلاج داء شريان القلب التاجي للمرضى الذين لديهم (STEMI) أو ذبحة غير مستقرة.

### قصور القلب
لدى المرضى المصابين بقصور القلب، يتعين القيام بتمرين إجهاد القلب وتصوير الأوعية التاجية لتحديد وعلاج داء شريان القلب التاجي الكامن.

## الوبائية
الداء القلبي الإقفاري هو السبب الرئيسي للوفاة بين الرجال والنساء في الولايات المتحدة والدول الصناعية الأخرى. يمكن أن يؤثر على الأفراد في أي عمر لكنه أكثر شيوعا لدى المسنين. يصيب المرض الذكور أكثر من الإناث إلا أن معدلات الإصابة تتعادل بين الرجال والنساء اليائسات.

## الوقاية
تقدم علاجات مختلفة للأشخاص المعرضين للداء القلبي الإقفاري وتشمل:
- السيطرة على مستويات الكوليسترول لدى الأشخاص المعروفين بارتفاع الكوليسترول في الدم.
- الإقلاع عن التدخين
- السيطرة على ارتفاع ضغط الدم.

## العلاج
في الداء القلبي الإقفاري المستقر، تستخدم الأدوية المضادة للذبحات لخفض معدل وشدة حدوث هجمات الذبحة الصدرية. علاج المتلازمة التاجية الحادة وداء شريان القلب التاجي الناشأ نوقش أعلاه في «التشخيص». لإِعادَةُ التَّوَعِّي في حال المتلازمة التاجية الحادة فائدة كبيرة في خفض الوفيات. أدلة حديثة تشير إلى أن إِعادَةُ التَّوَعِّي في حالة الداء القلبي الإقفاري قد تعطي أيضا فائدة وفيات أكثر من العلاج الطبي وحده.

### إدارة المرض
علاج داء شريان القلب التاجي يتضمن معالجة «تعديل» عوامل الخطر، وهذا يشمل خفض الكولسترول (عادتاً بالستخدام الستاتينات)، حتى لدى من تدل الإحصائات على أن مستوى الكولسترول لديهم طبيعي، السيطرة على ضغط الدم ونسبة سكر في الدم (إذا كان مصاب بالسكري)، ممارسة الرياضة بانتظام واتباع نظام غذائي صحي. تشجع المدخنين على الإقلاع عن التدخين.

### العلاج الدوائي
- الأسبرين: يؤدي استعمال الأسبرين إلى الإنقاص من خطورة الإصابة بالجلطة القلبية (75 ملغ/يوم).
- الأدوية الخافضة للشحوم (Hypolipidemic agent): يتم أستخدامها في حال تعدى معدل الكوليسترول في الدم 4,8 مليمول في اللتر بالرغم من إتباع الحمية الغذائية. يمكن لهذه الأدوية أن تخفض من حالات الجلطات القلبية والوفياة بنسبة 20 إلى 30 بالألف.

هناك حالتين لاستعمال خافضات الشحوم:
- - الدهون الثلاثية أقل من 3,5 مليمول في لتر من الدم نستخدم الستاتينات.
  - الدهون الثلاثية أكثر من 3,5 مليمول في لتر من الدم نستخدم الفايبريتات.
- العلاج الهرموني المعوض (Hormone Replacement Therapy): يتم إعطاء النساء بعد سن اليأس هرمونات بديلة (الإستروجين البروجستيرون). يعمل الإستروجين على رفع نسبة الكوليستيرول المفيد (HDL) في الدم ويقلل من أكسدة الكوليستيرول الضار (LDL)، لكن آثاره الجانبية (النزف المهبلي وسرطان الثدي) قللت من استخدامه.
- ثُلاَثِيُّ نِتْراتِ الغلِيسيريل: تظهر فعاليته بضع دقائق بعد تناوله كما يتم استخدامه قبل القيام بأعمال قد تعرض المريض لذبحة صدرية.
- حاصرات بيتا: تعمل على تخفيض استهلاك القلب للأكسجين وذلك بتخفيض معدل ضربات القلب وتقليل قوة التقلص البطيني. نذكر منها الأتينولول (50 إلى 100 ملغ/يوم) والمِيتوبرُولُول (25 إلى 50 ملغ X 2/يوم).
- النترات مديدة التأثير (Long Acting Nitrates): تعمل على إنقاص العائِدُ الوَريدِيّ إلى القلب (Venous Return) فتنقص بذلك المقاومة أمام إفراغ البطين الأيسر أثناء التقلص وتوسع الشرايين التاجية.
- محصرات قنوات الكالسيوم: تعمل على الخفض من قوة تقلص البطين الأيسر، توسيع الشرايين التاجية والمحيطية، نقص معدل ضربات القلب وحصر تدفق الكالسيوم لداخل الخلايا وحصر استخدامه ضمنها وبالتالي تخفض من حاجة القلب للأوكسوجين. يجب استخدام هذه الأدوية بحذر عند مُشاركتها مع حاصرات بيتا.
- النيكورانديل (Nicorandil): يستخدم فقط عند وجود مانع من استخدام للعلاجات السابقة الذكر أو حالات الذبحة الصدرية غير المستقرة المستعصية على العلاج. يعمل هذا الدواء على تفعيل أقنية البوتاسيوم ومن خصائصه توسيع الشرايين والأوردة.

### العلاج برأب الشريان التاجي
تسمى أيضاً العملية التدخل التاجي عن طريق الجلد وهي عملية توسيع الشريان التاجي وذلك باتباع الخطوات التالية:
- تدخل قسطرة رفيعة جداً ضمن الانسداد يوجد على قمتها بالون وذلك باستخدام تقنية التنظير المُتألق بأشعة X لتوجيه القسطرة (X-Ray Fluroscopy).
- نفخ البالون.
- يتم في بعض الأحيان استخدام شبكات دعامة لمنع عودة تضيق الشريان وذلك بوضعها مكان التضيق.
- أثبتت الدراسات أن استعمال شبكات الدعامة مع التوسيع أفضل من إجراء التوسيع وحده.
- يوصف الأسبرين ومُضاد للصُفيحات مثل كلوبيدوغريل بشكل للمرضى بعد زرع شبكات الدعامة (الأشهر الأولى وذلك لمنع حدوث أي انسداد).